# Hafia Football Club
Pour les articles homonymes, voir HFC.
Maillots
Actualités
Le Hafia Football Club est un club de football guinéen basé à Conakry. Grande équipe africaine qui domina le football africain durant les années 1970, le Hafia est le club guinéen qui a remporté le plus de championnats nationaux avec 16 titres. Au niveau international, il a disputé cinq finales de la Ligue des champions de la CAF, remportant trois titres, ce qui lui vaut d'être considéré par la IFFHS comme le huitième meilleur club africain du XXe siècle.
À l'origine, le club portait le nom de Conakry II, en référence au quartier où il était situé. Le Hafia entretient des rivalités de longue date avec certains clubs, notamment le Horoya AC et l'AS Kaloum Star, qui sont les grands clubs de football de Guinée.

## Histoire
Sous le nom de Conakry II, le club a gagné trois championnats nationaux en 1966, 1967 et 1968.
Au début des années 1970, le club a pris le nom de Hafia FC, qu'il porte toujours aujourd'hui. Le nom Hafia signifie en langue locale guinéenne « renaissance » ou « bonne santé ». Hafia FC a connu dans ses rangs de grands talents qui ont longtemps marqué le football africain, notamment Souleymane Cherif, seul Ballon d'or guinéen, Petit Sory, Papa Camara, Maxime Camara, Mamadou Aliou Kéïta - N'Jo Léa, Morciré Sylla, Edenté, Smith Samuel, Mory Kone et Ousmane Tolo Thiam. Le Hafia était une équipe de virtuoses.
Dans les années 90, Abdoulaye Emerson, Ousmane Fernandez, Mohamed Sylla Socrates et dans les années 2000, Abdoul Salam Sow et Kemoko Camara ont fait partie des sociétaires du club.
Ce club brillant jusqu'en 1984, retomba dans l'oubli jusqu'en 1992, avant de remporter des titres en 1992, 1993 et 2002. Depuis, le Hafia FC joue les seconds rôles dans les compétitions nationales. Un projet socio-sportif ambitieux est en cours pour « redorer » le blason de ce célèbre club de la banlieue de Conakry.
En 2006, le club a été racheté par Business-Sports-Management (BSM), une société spécialisée dans le management sportif, dont le Président est L. Béa Diallo. Les anciens présidents du Hafia incluent M. Kourouma, M. Mory SinKoun Kaba, qui a dirigé le club lors du 3ème titre, A. Touré et Aboubacar Sampill en tant que président délégué. Monsieur Kerfalla Person Camara (KPC) est l'actuel président du club et le secrétaire général est M. Alhassane Sylla.

### L’avènement du président Kerfalla Camara
Le lundi 29 avril 2013, Kerfalla Camara KPC, PDG du groupe Guicopres, prend les rênes du club. Un protocole d’accord est signé entre lui et son prédécesseur, Ibrahima Capi, pour la cession du club au franc symbolique[réf. nécessaire].
À son arrivée, le club se trouvait dans un contexte difficile, étant la lanterne rouge du championnat.
Quinze ans après avoir conquis son dernier titre, le Hafia FC remporte la 58e édition de la Coupe de Guinée en septembre 2017. Par la suite, le club participe au tour préliminaire de la coupe de la CAF en 2018, marquant ainsi son grand retour sur la scène africaine.

## Rétrospective
Après avoir conquis le titre national en 1966, le Hafia FC s’engage pour la première fois dans la coupe des clubs champions. Son parcours va se limiter à deux tours.
Il faut attendre la quatrième participation du représentant guinéen en coupe des clubs champions pour enregistrer la conquête du trophée continental. En 1971-72, le Hafia FC entame sa longue marche vers le succès africain. Premier trophée, les adversaires malheureux du champion guinéen ont pour noms : les FAN, le Canon de Yaoundé, le Djoliba Athletic Club de Bamako, le TP Mazembe et le Simba d'Uganda.
Deuxième consécration : le 20 décembre à Lagos (Nigeria) au stade de Surulere, Enugu Rangers 1 - Hafia Cky 2.
Le triplé : le 18 décembre 1977 à Conakry, Guinée, Hafia FC 3 - Hearts 2. Lors de cette 13e édition de la Coupe des clubs champions d’Afrique, le Hafia FC a marqué 14 buts.
Le Hafia est la première équipe d'Afrique à gagner trois fois ce trophée. Le Hafia rentre ainsi définitivement dans l'histoire.

## Identité du club

### Logo
Les trois étoiles en bas du logo symbolisent ses trois coupes en Ligue des champions de la CAF. La coupe représente le trophée de la Ligue des champions de la CAF des années 1970.

### Couleurs
Depuis sa création, les couleurs du club sont le vert et blanc.
Le nom Hafia signifie en langue locale guinéenne « renaissance » ou « bonne santé ».

## Palmarès et résultats
| Compétitions nationales | Compétitions internationales |
| - Championnat de Guinée (16) : - Champion : 1966, 1967, 1968, 1971, 1972, 1973, 1974, 1975, 1976, 1977, 1978, 1979, 1982, 1983, 1985, 2023 - Coupe de Guinée (4) : - Vainqueur : 1992, 1993 , 2002 et 2017 - Supercoupe de Guinée (1) : - Vainqueur : 2002 | - Ligue des champions de la CAF (3) : - Vainqueur : 1972, 1975 et 1977 - Finaliste : 1976 et 1978 - Coupe de l'UFOA : - Finaliste : 1992 |

### Bilan sportif
| Compétition                             | J  | G  | N  | P  | Bp  | Bc | Diff | Meilleure performance          |
| --------------------------------------- | -- | -- | -- | -- | --- | -- | ---- | ------------------------------ |
| Ligue des champions de la CAF           | 72 | 37 | 10 | 25 | 132 | 94 | +38  | Vainqueur (3) : 1972,1975,1977 |
| Coupe de la confédération               | 2  | 0  | 1  | 1  | 1   | 2  | -1   |                                |
| Coupe d'Afrique des vainqueurs de coupe | 10 | 3  | 1  | 6  | 8   | 13 | -5   |                                |

### Statistiques
- Chérif Souleymane est le seul joueurs guinéen avoir gagné le Ballon d'or africain en 1972.

### Records
- Premier club guinéen à remporter huit fois d'affilée le championnat guinéen de football (1971-1979)
- Premier club à remporter trois ligue des champions de la CAF(1972, 1975 et 1977)

## Personnalités du club

### Anciens joueurs
- Chérif Souleymane
- Mohamed Sylla
- Amara Bangoura
- Kémoko Camara

### Entraîneur
- Petre Moldoveanu (1975-1977)
- Bernard Sylla ( .....-2013)
- Ousmane Pélé Diop (2013-2014)
- Antonio Dumas (2014-2015)
- Mandjou Diallo (2015-2018)
- Xavier Bernal (2018-2019)
- Pascal Baruxakis (2014) (2015) (2019-....)
- Karim Bencherifa (2021)

### Effectif actuel
| N° | Pos | Nat. | Nom | Sélections | Club précédent |
| -- | --- | ---- | --- | ---------- | -------------- |

## Structures du club

### Stade
Depuis sa création, le Hafia évolue au stade du 28 septembre de Conakry pour ses matchs à domicile. Maintenant que le Hafia fc joue ses matchs à domicile au Petit Sory de nongo.

## Culture populaire
Depuis sa naissance, le Hafia réussit à attirer beaucoup de supporters guinéens par son histoire : c'est le premier club à remporter le triplé de la ligue des champions de la CAF. Le Hafia est le club le plus populaire de la Guinée et un club connu à travers l'Afrique, il est un club historique.